# Калмар, Пал
Пал Калмар (венг. Kalmár Pál: 5 сентября 1900 — 21 ноября 1988) — венгерский певец, впервые исполнивший «Мрачное воскресенье». Он был популярен в 30-40 годах, но также продолжал петь в 60-х. История Пала Калмара также подробно описана в книге Сали Ноэми «Король танго».

## Биография
Пал Калмар родился в Будапеште 5 сентября 1900 года, его отец был из окружного суда округа Яс-Надькун-Сольнок, а его мать была наследницей семьи Сезе. Он учился в Северовенгерских горах и в итоге построил военную карьеру в Королевской венгерской армии. Позже, в 19 лет, он стал частью венгерского комедийного театра. В 1935 году он работал над фильмом «Зонт Святого Петра». Во время Второй мировой войны его карьера была прервана, но после её завершения он вновь стал полноценным певцом. После тяжелой операции на горле в 1968 году он навсегда потерял голос.

## Дискография
- Szomorú vasárnap/Мрачное воскресение.
- Szeressük egymást gyerekek.
- Ha minden véget ér.
- Az egyiknek sikerül, a másiknak nem.
- Már megettem a kenyerem javát.
- Drágám, néha téved az ember.
- Az nem lehet.
- Emlékszik még kislány?
- Az ember egy léha, könnyelmű senki.
- Szívbajok ellen, kisasszony, szedjen tangót!
- Balalajka sír az éjben.
- Szép vagy, gyönyörű vagy, Magyarország.
- Maga az első bűnös asszony.

## Фильмография
- Зонт Святого Петра (1935)